# Nachi (schip, 1928)
De Nachi (Japans: 那智) is een zware kruiser van de Myōkō-klasse die dienstdeed bij de Japanse Keizerlijke Marine van 1928 tot 1944.

## Ontwerp
De Nachi beschikte over vier turbines, met ieder een schacht. Deze werden aangedreven door twaalf ketels. Hiermee werd een machinevermogen van 97.000 kW gehaald, waarmee het schip een topsnelheid van 36 knopen kon halen. Als het schip met een snelheid van 14 knopen voer, kon het 15.000 km afleggen.
De hoofdbewapening van de Nachi bestond uit tien 203mm-kanonnen, verdeeld over vijf dubbele geschuttorens. Verder had hij acht 127mm-kanonnen, verdeeld over vier dubbele geschuttorens, en vier dubbelloopse torpedobuizen. De luchtverdediging bestond uit relatief laagkaliber-machinegeweren. Later kwam hier 25mm-luchtafweergeschut bij.

## Dienst
Op 4 januari 1942 werd het schip aangevallen door meerdere Amerikaanse B-17 Flying Fortress-bommenwerpers. Hierbij werd de Nachi geraakt door een bom van 227 kg, die alleen oppervlakteschade aanbracht en niet het pantser penetreerde.
Eind januari 1942 dekten de Nachi en de Haguro de landingen op Celebes in Nederlands-Indië. Hierna dekten zij troepen bij de Slag om Ambon.

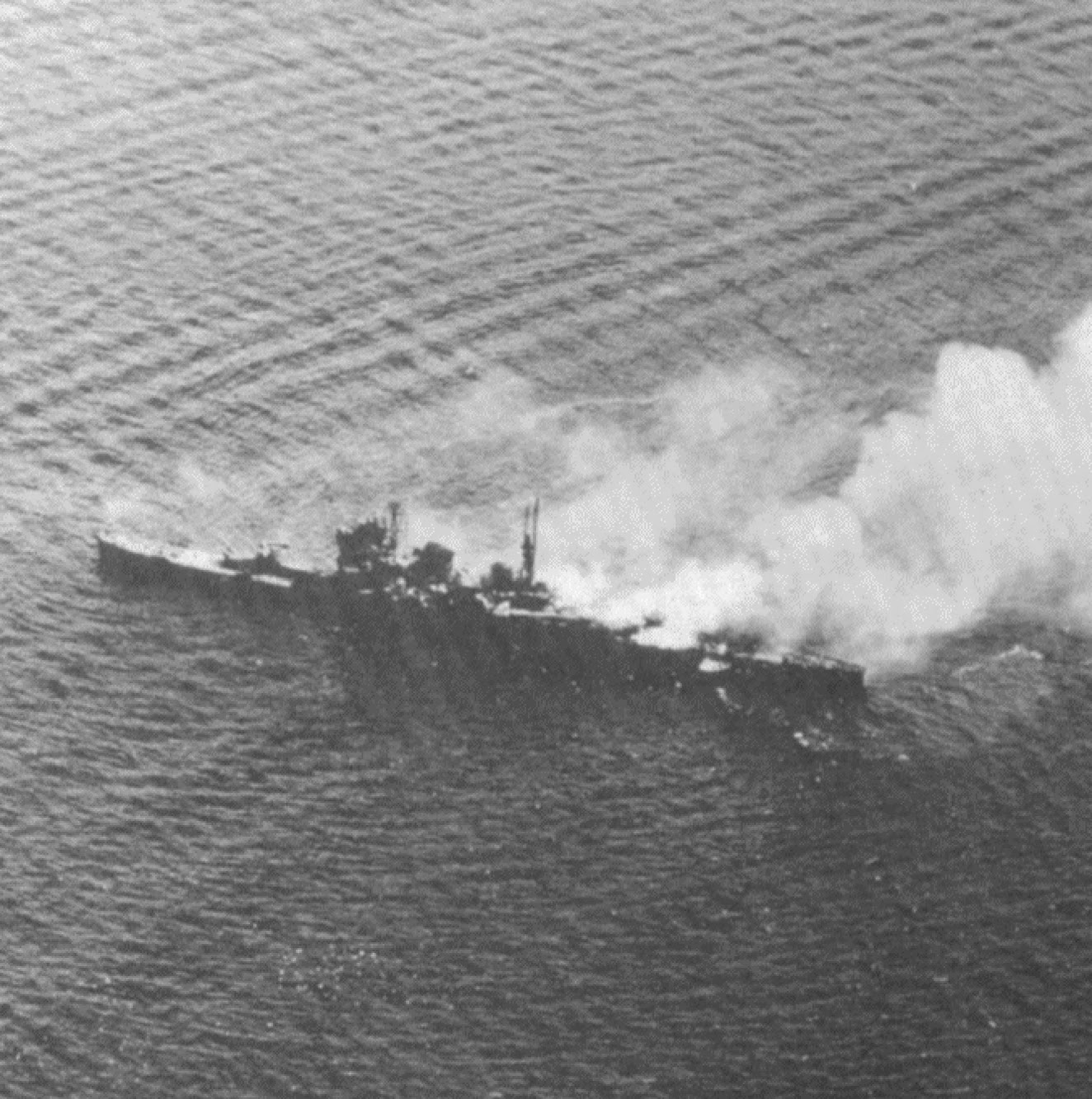
De Nachi terwijl hij wordt aangevallen

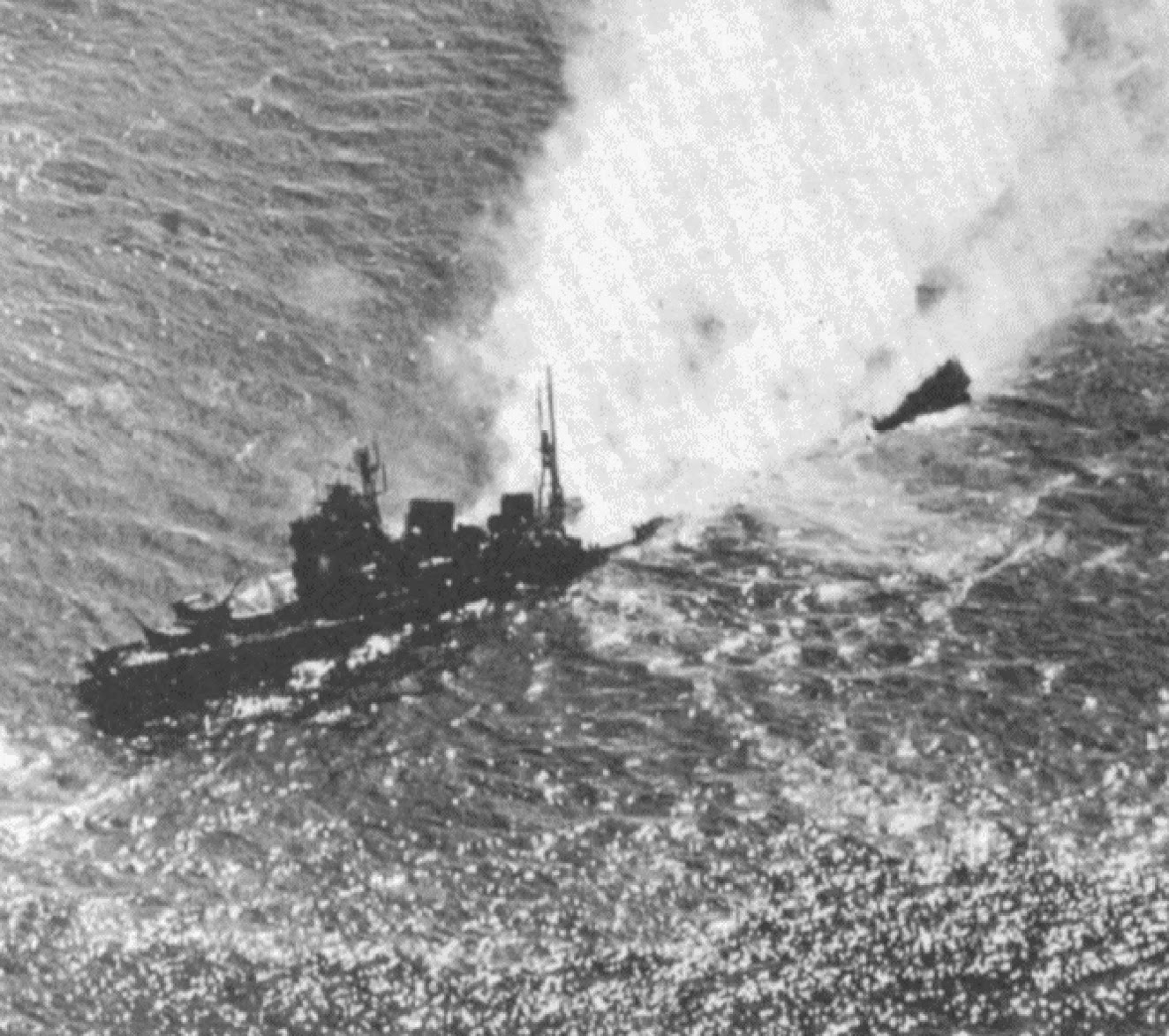
De zinkende Nachi

Op 27 februari 1942 nam de Nachi deel aan de Slag in de Javazee, waar het schip streed tegen het ABDA-vlootverband onder leiding van Karel Doorman. In deze zeeslag speelde de Nachi, in tegenstelling tot zijn zusterschip de Haguro, niet zo'n grote rol. Wel werd het eskader gespot door watervliegtuigen afkomstig van de Nachi.
Op 1 maart 1942 bracht de Nachi samen met de Haguro en de Yūdachi de zwaar beschadigde Britse kruiser HMS Exeter tot zinken. De Nachi haalde 90 bemanningsleden uit het water.
Op 26 maart 1943 begeleidde de Nachi een konvooi, samen met de zware kruisers Maya en Tama en de lichte kruiser Abukuma, toen het een Amerikaans eskader spotte. Het eskader bestond uit de lichte kruiser USS Richmond, de zware kruiser USS Salt Lake City en de torpedobootjagers USS Bailey, USS Dale, USS Monaghan en USS Coghlan. Er volgde een vier uur durend gevecht, waarbij geen van de afgeschoten torpedo's doel trof. Wel was er aan beide zijden sprake van hevige schade door kanonvuur. De Nachi werd vijfmaal geraakt, veertien bemanningsleden sneuvelden.
Op 24 oktober 1944 nam de Nachi deel aan de Slag in de Golf van Leyte, waarbij hij geen belangrijke rol speelde. Op 25 oktober kwam het schip in botsing met de Japanse zware kruiser de Mogami, waarbij beide schepen schade opliepen. De Nachi moest zich terugtrekken en in Manilla reparaties ondergaan.
Terwijl de reparatiewerkzaamheden nog aan de gang waren, werd de Nachi op 29 oktober 1944 aangevallen door Amerikaanse bommenwerpers. Een bom raakte het dek, waardoor 53 bemanningsleden omkwamen en het reparatiewerk vertraging opliep.
Op 5 november 1944 werd de Nachi in de Baai van Manilla aangevallen door drie golven bommenwerpers afkomstig van de vliegdekschepen USS Lexington en USS Ticonderoga. Het schip overleefde de eerste golf en kwam er met weinig schade vanaf, maar tijdens de tweede golf werd het geraakt door vijf bommen en twee of drie torpedo's. In de derde golf werd het schip geraakt door vijf torpedo's, twintig bommen en zestien raketten. Het schip had geen schijn van kans. 807 van de totaal 1027 bemanningsleden aan boord stierven. De viceadmiraal die het commando over het schip had, was op dat moment aan land voor een vergadering maar kwam nog op tijd in de haven aan om zijn schip te zien zinken. De kapitein overleefde de aanval niet.